# Blood (album d'In This Moment)
 (janvier 2020).
Si vous disposez d'ouvrages ou d'articles de référence ou si vous connaissez des sites web de qualité traitant du thème abordé ici, merci de compléter l'article en donnant les références utiles à sa vérifiabilité et en les liant à la section « Notes et références ».
Pour les articles homonymes, voir Blood.
Albums de In This Moment
A Star-Crossed Wasteland
(2010) Blood at the Orpheum
(2014)
Singles
1. Blood
Sortie : 12 juin 2012
2. Adrenalize
Sortie : 1er février 2013
3. Whore
Sortie : 17 décembre 2013

Blood est le quatrième album studio du groupe californien de metalcore In This Moment sorti le 14 août 2012 sur le label Century Media Records.  Il s'est vendu à plus de 20 000 exemplaires sur sa première semaine et s'est classé 15e du Billboard 200.

## Liste des titres
| No  | Titre               | Auteur                                         | Durée |
| --- | ------------------- | ---------------------------------------------- | ----- |
| 1.  | Rise with Me        | Maria Brink, Christopher Howorth, Kevin Churko | 2:07  |
| 2.  | Blood               | Brink, Howorth, Churko, Kane Churko            | 3:27  |
| 3.  | Adrenalize          | Brink, Howorth, Churko, Mitchell Marlow        | 4:15  |
| 4.  | Whore               | Brink, Howorth, Churko                         | 4:05  |
| 5.  | You're Gonna Listen | Brink, Howorth, Churko, Churko                 | 3:43  |
| 6.  | It Is Written       | Brink, Howorth, Churko                         | 0:30  |
| 7.  | Burn                | Brink, Howorth, Churko, Marlow                 | 4:44  |
| 8.  | Scarlet             | Brink, Howorth, Churko                         | 3:50  |
| 9.  | Aries               | Brink, Howorth, Churko                         | 0:41  |
| 10. | From the Ashes      | Brink, Howorth, Churko                         | 4:26  |
| 11. | Beast Within        | Brink, Howorth, Churko, Churko                 | 3:49  |
| 12. | Comanche            | Brink, Howorth, Churko, Churko                 | 3:17  |
| 13. | The Blood Legion    | Brink, Howorth, Churko, Marlow                 | 4:29  |
| 14. | 11:11               | Brink, Howorth, Churko                         | 4:51  |